# طواف إسبانيا 2002
طواف إسبانيا 2002 هو سباق دراجات هوائية أقيم بتاريخ 7–29 سبتمبر، تكون السباق من 21 مرحلة وامتدّ لمسافة 2957 كم بسرعة 38.69 كم/س، استغرق السباق 75 ساعة 13 دقيقة 52 ثانية. فاز به الإسباني أيتور غونثاليث وحلّ ثانيا روبيرتو إيراس.

## الترتيب
| م                     | الدرّاج         | البلد   | الزمن                     |
| --------------------- | -------------- | ------- | ------------------------- |
| الفائز بالترتيب العام | أيتور غونثاليث | إسبانيا | 75 ساعة 13 دقيقة 52 ثانية |
| الثاني                | روبيرتو إيراس  | إسبانيا |                           |
| حسب النقاط            | إريك تسابل     | ألمانيا | -                         |